# Ernest Haycox
Ernest Haycox, né le 1er octobre 1899 à Portland, dans l'Oregon, et mort dans la même ville le 13 octobre 1950, est un écrivain américain, prolifique auteur de westerns.

## Biographie
Après avoir reçu une éducation dans les écoles de l'État de Washington et de son Oregon natal, il s'enrôle en 1915 dans l'armée américaine et est d'abord cantonné le long de la frontière mexicaine. Puis, au cours de la Première Guerre mondiale, son détachement est envoyé en Europe. Après la guerre, pendant un an, il suit des cours au Reed College de Portland, avant de s'inscrire à l'Université de l'Oregon, où il obtient un baccalauréat en journalisme en 1923.
En 1922, Il publie The Trap Lifters, la première de plus de 300 nouvelles parues dans des magazines et des pulps jusqu'à sa mort. Pendant les années 1930 et 1940, il devient un collaborateur régulier du Collier's Weekly et du Saturday Evening Post. Il compte alors, parmi ses nombreux admirateurs, les écrivains Gertrude Stein et Ernest Hemingway.
Sa nouvelle Stage to Lordsburg (1937) est adaptée à deux reprises au cinéma : d'abord en 1939, par John Ford, sous le titre La Chevauchée fantastique, avec John Wayne dans le rôle qui en fait une star, et Claire Trevor ; puis en 1966, par Gordon Douglas, sous le titre La Diligence vers l'Ouest, avec Alex Cord et Ann-Margret. Son roman Trouble Shooter (1936), à l'origine publié en feuilleton dans Collier's, est adapté en 1939, sous le titre Pacific Express (Union Pacific), film réalisé par Cecil B. DeMille, avec Barbara Stanwyck et Joel McCrea.

## Œuvre

### Romans
- Free Grass (1928)
- Chaffee of Roaring Horse (1929)
- Son of the West (1930), aussi titré Dead Man Range
- Whispering Range (1931)
- Starlight Rider (1933)
- Riders West (1934)
- Rough Air (1934)
- The Silver Desert (1935)
- Trail Smoke (1936)
- Trouble Shooter (1936)
- Deep West (1937)
- Sundown Jim (1937)
- Man in the Saddle (1938)
- The Border Trumpet (1939)
- Saddle and Ride (1940)
- Rim of the Desert (1940)
- Trail Town (1941)
- Alder Gulch (1942) Publié en français sous le titre Les Fugitifs de l’Alder Gulch, traduit par Jean Esch, Arles, Actes Sud, coll. L'Ouest, le vrai, 2016  (ISBN 978-2-330-06429-7)
- Action by Night (1943)
- The Wild Bunch (1943)
- Bugles in the Afternoon (1943) Publié en français sous le titre Des clairons dans l'après-midi, traduit par Jean Esch, Arles, Actes Sud, coll. L'Ouest, le vrai, 2013  (ISBN 978-2-330-02503-8)
- Canyon Passage (1945) Publié en français sous le titre Le Passage du canyon, traduit par Jean Esch, Arles, Actes Sud, coll. L'Ouest, le vrai, 2015  (ISBN 978-2-330-04826-6)
- Long Storm (1946)
- Head of the Mountain (1952), publication posthume
- The Earthbreakers (1952), publication posthume  Publié en français sous le titre Les Pionniers, traduit par Fabienne Duvigneau, Arles, Actes Sud, coll. L'Ouest, le vrai, 2021  (ISBN 978-2-330-14379-4)
- Bugles in the Night (1952), publication posthume
- Bugle's Wake (1953), publication posthume
- The Adventurers (1954), publication posthume Publié en français sous le titre Adieu à Hollywood, traduit par Pierre Legrand, Paris, Éditions Mondiales, Collection Intimité no 21, 1955, 224 p. (BNF 32228671)
- A Rider of the High Mesa (1956), publication posthume Publié en français sous le titre Des Cavaliers dans la nuit, traduit par Florian Robinet, Paris, Librairie des Champs-Élysées, coll. « Western », 1974, 188 p. (BNF 34561431)

### Recueils de nouvelles
- Outlaw (1939)
- Murder on the Frontier (1942)
- Pioneer Loves (1948)
- Prairie Guns (1949)
- The Last Rodeo (1949)
- Rough Justice (1950)
- By Rope and Lead (1949), aussi titré Stagecoach and Other Stories
- Rawhide Range (1952), anthologie posthume
- Vengeance Trail (1955), anthologie posthume
- Winds of Rebellion: Tales of the American Revolution (1955), anthologie posthume
- Gun Talk (1956), anthologie posthume
- Brand Fires on the Ridge (1959), anthologie posthume
- The Feudists (1960), anthologie posthume
- Best Western Stories (1960), anthologie posthume
- The Man From Montana (1964), anthologie posthume
- Outlaw Guns (1964), anthologie posthume
- Sixgun Duo (1965), anthologie posthume
- Trigger Trio (1966), anthologie posthume
- Powder Smoke and Other Stories (1966), anthologie posthume
- Guns of Fury (1967), anthologie posthume
- Starlight and Gunflame (1973), anthologie posthume
- Frontier Blood (1974), anthologie posthume
- Land Rush (1997), anthologie posthume
- New Hope (1998), anthologie posthume

### Nouvelles

#### SérieA Burnt Creek Story
- A Burnt Creek Yuletide (1924)
- Budd Dabbles in Homesteads (1924)
- When Money Went to His Head (1924)
- Stubborn People (1924)
- Prairie Yule (1925)
- False Face (1926)
- Rockbound Honesty (1926)

#### SérieA Breedlove-Bowers Story
- Bound South (1928)
- A Municipal Feud (1928)
- Contention—Two Miles Ahead (1929)
- Invitation by Bullet (1929)
- Night Raid (1929)
- The Trail of the Barefoot Pony (1929)
- Five Hard Men (1929)
- The Killers (1930)

#### SérieA New Hope Story
- Their Own Lights (1933)
- The Hour of Fury (1933)
- Their Own Lights (1933)
- The Man with Smoke Gray Eyes (1934)
- Against the Mob (1935)
- Once and for All (1935)
- Proud People (1936)
- Down the River (1938)
- An Interval in Youth (1938)

#### SérieMercy Family
- Cry Deep, Cry Still (1948)
- Call This Land Home (1948)
- Violent Interlude (1949)

#### SérieLand Rush Story
- Some Were Brave (1940), nouvelle ultérieurement retitrée Land Rush
- Dark Land Waiting (1940)
- The Claim Jumpers (1940)
- Faithfully, Judith (1942)
- Deep Winter (1943)

#### Autres nouvelles
- The Trap Lifters (1922)
- The Coolie Catcher (1923)
- The Ditch to Freedom (1924)
- A Wooing in the Wilds (1925)
- Red Knives (1925)
- Light of the West (1926)
- A Battle Piece (1926)
- Frontier Blood (1926)
- The Code (1926)
- The Timberline Fugitive (1927)
- The Gun-Shot Path (1927)
- Winds of Rebellion (1927)
- Drums Roll (1927)
- Deserter at Valley Forge (1927)
- Under Western Skies (1927)
- The Belle of Sevensticks (1927)
- A Rider of the High Mesa (1927)
- A New Deal in Sevensticks (1927)
- One Night in Blackfoot (1927)
- The Man From Montana (1927)
- Starlight and Gunflame (1928)
- The Octopus of Pilgrim Valley (1928)
- The Desert Eye (1928)
- Secret River (1928)
- The Sheriff of Crooked Rib (1928)
- The Grim Canyon (1928)
- Guns Up! (1928)
- Sevensticks Gambler (1928)
- The Bandit from Paloma County (1929)
- Renegade Law (1929)
- Brand Fires on the Ridge (1929)
- The Return of a Fighter (1929)
- Fighting Man (1929)
- Discovery Gulch (1929)
- Wild Horse Lode (1929)
- By Rope and Lead (1929)
- Pistol Gap (1930)
- Son of the West (1930)
- Dolorosa, Here I Come (1931)
- Crossfire (1931)
- Manhunt (1931)
- The Gun Singer (1931)
- Old Tough Heart (1931)
- Ride Out! (1931)
- Smoke Talk (1931)
- McQuestion Rides (1931)
- The Feudists (1932)
- The Fighting Call (1932)
- The Roaring Hour (1932)
- Hang Up My Gun (1932)
- Blizzard Camp (1932)
- The Kid From River Red (1932)
- Found Out (1932)
- Breed of the Frontier (1932)
- Farewell, Laramie, Farewell! (1932)
- The Decision (1933)
- At Wolf Creek Tavern (1933)
- Gambler's Heart (1933)
- Odd Chance (1933)
- Second-Money Man (1933)
- Smoky Pass (1934)
- Pride (1934)
- High Wind (1935)
- Way Up the Bozeman (1935)
- Make Me Believe (1935)
- Born to Conquer (1936)
- The Stranger (1936)
- Woman Hungry (1937)
- Stage to Lordsburg (1937) Publication en français du scénario tiré de cette nouvelle sous le titre La Chevauchée fantastique, Paris, Éditions de l’Avant-Scène, 1963, 50 p. (BNF 39767669)
- Free Land (1937)
- Scout Detail (1938)
- This Woman and This Man (1938)
- A Man Needs an Answer (1938)
- Blizzard (1939)
- Fourth Son (1939)
- The Long Years (1939)
- A Girl Must Wait (1939)
- The Drifter (1940)
- The Silver Saddle (1940)
- Change of Station (1940)
- Room 515 (1940)
- On Don Jaime Street (1940)
- Weight of Command (1940)
- Martinet (1941)
- The Quarrel (1941)
- Dispatch for the General (1942)
- Second Choice (1942)
- Always Remember (1942)
- A Young Man's Fancy (1942)
- Skirmish at Dry Fork (1942)
- Time of Change (1942)
- The Colonel's Choice (1942)
- Paycheck (1943)
- Only the Best (1943)
- From the Tuality (1943)
- At Anselm's (1944)
- Departure (1946)
- Snow in the Canyon (1948)
- Mrs. Benson (1948)
- Custom of the Country (1948)
- Dead-Man Trail (1948)
- Night of Parting (1948)
- Things Remembered (1949)
- Outlaw's Reckoning (1949)
- The Land That Women Hate (1949)
- The Inscrutable Man (1951), publication posthume

## Filmographie

### Adaptations
- 1939 : Pacific Express (Union Pacific), film américain réalisé par Cecil B. DeMille, d’après Trouble Shooter (1936)
- 1939 : La Chevauchée fantastique (Stagecoach), film américain réalisé par John Ford, d’après la nouvelle "Stage to Lordsburg" (1937)
- 1942 : Sundown Jim, film américain réalisé par James Tinling, d’après Sundown Jim (1937)
- 1942 : Apache Trail (1942), film américain réalisé par Richard Thorpe, d’après la nouvelle "Stage Station" (1939)
- 1946 : Règlement de comptes à Abilene Town (Abilene Town), film américain réalisé par Edwin L. Marin, d’après Trail Town (1941)
- 1946 : Le Passage du canyon (Canyon Passage), film américain réalisé par Jacques Tourneur, d’après Canyon Passage (1945)
- 1950 : Montana, film américain réalisé par Ray Enright, d'après The Man From Montana (1927)
- 1952 : Le Cavalier de la mort (Man in the Saddle), film américain réalisé par André de Toth, d’après Man in the Saddle (1938)
- 1952 : Apache War Smoke, film américain réalisé par Harold F. Kress, d’après la nouvelle "Stage Station" (1939)
- 1952 : Les clairons sonnent la charge (Bugles in the Afternoon), film américain réalisé par Roy Rowland, d’après Bugles in the Afternoon (1943)
- 1954 : Je suis un aventurier (The Far Country), film américain réalisé par Anthony Mann, scénario inspiré en partie d’après Alder Gulch (1942)
- 1966 : La Diligence vers l'Ouest (Stagecoach), film américain réalisé par Gordon Douglas, d’après la nouvelle "Stage to Lordsburg" (1937)